# Ilha João Vieira
Ilha João Vieira är en ö i Guinea-Bissau. Den ligger i den sydvästra delen av landet, 90 km söder om huvudstaden Bissau. Arean är 9,3 kvadratkilometer.
Terrängen på Ilha João Vieira är mycket platt. Öns högsta punkt är 41 meter över havet. Den sträcker sig 3,6 kilometer i nord-sydlig riktning, och 4,2 kilometer i öst-västlig riktning.